# Susanville
Susanville är en stad (city) i Lassen County, i delstaten Kalifornien, USA. Enligt United States Census Bureau har staden en folkmängd på 17 685 invånare (2011) och en landarea på 20,5 km².
Susanville är administrativ huvudort i Lassen County.
I den östra delen av staden ligger de delstatliga fängelserna California Correctional Center och High Desert State Prison. Den första kommer dock stängas senast den 30 juni 2023.